# Acheneau
Le terme « achenau » est également utilisé dans le pays Royannais pour les différents bras d'eau qui relient les marais aux rivières ou fleuves comme la Seudre.
L'Acheneau est une rivière française de la Loire-Atlantique, dans la région Pays de la Loire, affluent en rive gauche de la Loire qui est alimenté par le lac de Grand-Lieu.

## Géographie

### Communes et cantons traversés
Dans le seul département de la Loire-Atlantique, l'Acheneau traverse les neuf communes de Saint-Philbert-de-Grand-Lieu (origine), Bouaye, Saint-Mars-de-Coutais, Saint-Léger-les-Vignes, Port-Saint-Père, Brains, Rouans, Cheix-en-Retz, Le Pellerin (confluence).
Soit en termes de cantons, l'Acheneau a son origine dans le canton de Saint-Philbert-de-Grand-Lieu, traverse les canton de Rezé-1, canton de Machecoul, conflue dans le canton de Saint-Brevin-les-Pins, le tout dans l'arrondissement de Nantes.

#### Description géographique du cours
Débutant au nord du lac de Grand-Lieu, il reçoit au niveau de Saint-Léger-les-Vignes l'apport du Tenu venant du sud, après avoir arrosé Port-Saint-Père, il traverse Cheix-en-Retz au niveau duquel il reçoit la Blanche, venant également du sud, puis atteint les abords du bourg de Rouans, à partir duquel il emprunte les 4 km de parcours du canal de Buzay qui, après avoir croisé le canal de la Martinière, lui permet de se jeter dans la Loire au bout d'un parcours de 29,8 km. Avant la construction du canal de Buzay, l'actuel « étier de Vue » formait son cours naturel sur les deux communes de Vue (source) et Rouans (confluence),.

## Hydrographie

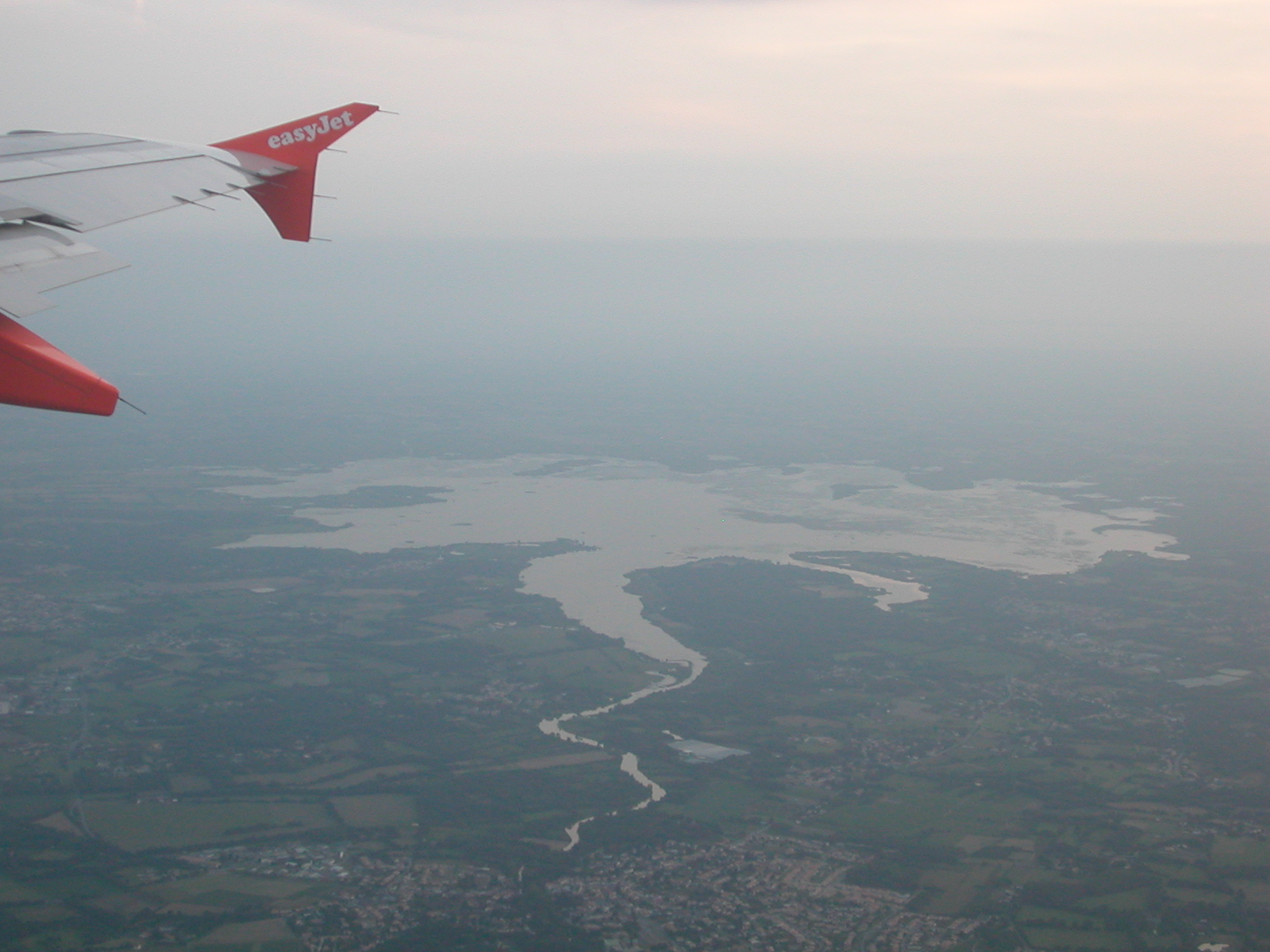
Lac de Grand-Lieu vu d'avion.

### Bassin versant
L'Acheneau traverse quatre zones hydrographiques mais la principale est "L'Acheneau du Tenu au canal du Buzay & canal de Buzay à la Loire,. Son origine, du lac de Grand-Lieu jusqu'au confluent avec le Tenu, se situe dans la zone "La Boulogne du Rau du Redour au lac de Grand Lieu & l'Acheneau de sa source au Tenu". Sa fin se trouve dans les zones "La Loire de l'Erdre au canal de Buzay", et "La Loire du canal de Buzay à l'étier de Cordemais".

### Principaux affluents
Les affluents principaux de l'Acheneau sont le Tenu et la Blanche. Les eaux de son origine du lac de Grand-Lieu proviennent de la Boulogne et de l'Ognon.

## Hydrologie

### Gestion
L'Acheneau est géré par le Syndicat d’aménagement hydraulique du Sud-Loire (SAH). Ce cours d'eau a une pente si faible que son cours peut être inversé lorsque des marées suffisamment hautes influencent le niveau de la rivière. Pour gérer les niveaux d'eau dans les marais limitrophes, le lac de Grand-Lieu, le Tenu, et même jusqu'au Marais breton, un système complexe d'écluses, de vannes et de pompes automatisées et télécommandées a été aménagé sur la rivière et les cours d'eau associés pour réguler les flux. La Percée de Buzay au confluent du fleuve avec le canal de la Martinière au Pellerin et l'écluse du Vieux Buzay entre le même canal et le fleuve à Rouans contrôlent les flux de et vers la Loire. Le Vannage de Grandlieu ou Bouaye (47°07′57″N 01°41′54″W) entre les communes de Bouaye et de Saint-Mars-de-Coutais régule le débit entre la rivière et le lac,.

## Histoire
Assèchement et la maîtrise humaine des marais du sud Loire a commencé surtout sous l'influence et le contrôle des moines cisterciens de l'abbaye de Buzay à partir du XIIe siècle.